# Liste der retrograden Asteroiden
Die Liste der retrograden Asteroiden listet alle bekannten Asteroiden mit retrograder Bahn auf. Retrograde Bahnen weisen eine Bahnneigung von über 90 Grad auf, die Asteroiden bewegen sich daher retrograd (rückläufig, also entgegen der im Sonnensystem vorherrschenden Umlaufrichtung) um die Sonne. Die Asteroiden wurden dem Small-Body Database Browser der Jet Propulsion Laboratory entnommen. Dort sind 122 Asteroiden mit dieser Eigenschaft aufgelistet (Stand: 15. September 2020).
Die 122 bekannten retrograden Asteroiden sind auf folgende Gruppen aufgeteilt:
- 57 Zentauren
- 52 Transneptunische Objekte
- 04 Amor-Typ (Erdnaher Asteroid)
- 03 Interstellare Objekte (Hyperbolische Bahn)
- 03 Zu keiner Gruppe zugeordnete Asteroiden
- 02 Apollo-Typ (Erdnaher Asteroid)
- 01 Asteroid des Asteroidengürtels (Hauptgürtelasteroid)

## Liste

### 90 bis 100 Grad
| Name                 | Inklination | Entdeckungsdatum                                 | Kommentar |
| -------------------- | ----------- | ------------------------------------------------ | --- |
| 2017 UX51            | 90,49°      | 5. Dezember 2015                                 | Dieser Asteroid gehört zu den Zentauren. |
| 2018 SQ13            | 90,97°      | 21. September 2018                               | Dieser Asteroid gehört zu den Transneptunischen Objekten. |
| 2015 TN178           | 91,12°      | 8. Oktober 2015                                  | Dieser Asteroid gehört zu den Transneptunischen Objekten. |
| 2005 SB223           | 91,39°      | 8. Oktober 2015                                  | Dieser Asteroid gehört zu den Zentauren. |
| 2015 RK245/2015 TO24 | 91,67°      | 12. September 2015                               | Dieser Asteroid gehört zu den Transneptunischen Objekten. |
| 2010 EQ169           | 92,04°      | 7. März 2010                                     | Dieser Asteroid gehört zum inneren Asteroidengürtel (<2,5 AE Sonnenentfernung) und ist damit der einzige bekannte Asteroid des Hauptgürtels mit einer retrograden Bahn. |
| 2016 TK2/2016 NN38   | 92,35°      | 13. Juli 2016                                    | Dieser Asteroid gehört zu den Zentauren. |
| 2014 MH55            | 92,35°      | 25. Mai 2014                                     | Dieser Asteroid gehört zu den Transneptunischen Objekten. |
| A/2019 O2            | 92,56°      | 24. Juli 2019                                    | Dieser Asteroid gehört zu den Transneptunischen Objekten. |
| (518151) 2016 FH13   | 92,59°      | 29. März 2016 von Pan-STARRS 1 auf dem Haleakalā | Dieser Asteroid gehört zu den Zentauren. |
| 2014 PP69            | 93,68°      | 5. August 2014                                   | Dieser Asteroid gehört zu den Transneptunischen Objekten. |
| A/2020 F7            | 93,95°      | 5. August 2014                                   | Dieser Asteroid gehört zum Amor-Typ, einer Gruppe von Erdnahen Asteroiden.                                                                                              |
| 2015 BH311           | 94,52°      | 20. Januar 2015                                  | Dieser Asteroid gehört zu den Zentauren. |
| 2017 OX58            | 94,76°      | 6. Juli 2017                                     | Dieser Asteroid gehört zu den Transneptunischen Objekten. |
| 2014 JJ57            | 95,93°      | 30. Dezember 2007                                | Dieser Asteroid gehört zu den Zentauren. |
| 2013 HS150           | 97,14°      | 9. April 2013                                    | Dieser Asteroid gehört zu den Transneptunischen Objekten. |
| 2013 BL76            | 98,58°      | 7. Dezember 2012                                 | Dieser Asteroid gehört zu den Transneptunischen Objekten. |
| 2010 GW147           | 99,90°      | 3. April 2010                                    | Dieser Asteroid mit einem Durchmesser von ungefähr 16 Kilometern gehört zu den Transneptunischen Objekten.                                                              |

### 100 bis 110 Grad
| Name               | Inklination | Entdeckungsdatum                                                          | Kommentar |
| ------------------ | ----------- | ------------------------------------------------------------------------- | --- |
| 2011 MM4           | 100,50°     | 6. März 2010                                                              | Dieser Asteroid gehört zu den Zentauren. |
| 2017 NM2           | 101,29°     | 30. November 2015                                                         | Dieser Asteroid gehört zu den Zentauren. |
| 2014 XS3           | 101,41°     | 30. Dezember 2013                                                         | Dieser Asteroid gehört zu den Transneptunischen Objekten.                                                                                                |
| 2013 BN27          | 101,79°     | 21. Dezember 2012                                                         | Dieser Asteroid gehört zu den Transneptunischen Objekten.                                                                                                |
| (528219) 2008 KV42 | 103,40°     | 31. Mai 2008 vom Mauna-Kea-Observatorium auf dem Mauna Kea                | Dieser Asteroid gehört zu den Transneptunischen Objekten. Er ist das erste Transneptunische Objekt mit einer retrograden Umlaufbahn, das entdeckt wurde. |
| 2020 KU7           | 103,84°     | 5. April 2019                                                             | Dieser Asteroid gehört zu den Transneptunischen Objekten.                                                                                                |
| (342842) 2008 YB3  | 105,06°     | 18. Dezember 2008 vom Siding Spring Survey am Siding-Spring-Observatorium | Dieser Asteroid gehört zu den Zentauren. |
| 2016 PN66          | 105,13°     | 14. August 2016                                                           | Dieser Asteroid gehört zu den Transneptunischen Objekten.                                                                                                |
| 2010 GW64          | 105,21°     | 6. April 2010                                                             | Dieser etwa sechs Kilometer große Asteroid gehört zu den Transneptunischen Objekten.                                                                     |
| 2020 KH7           | 106,16°     | 2. Juli 2019                                                              | Dieser Asteroid gehört zu den Zentauren. |
| 2012 YO6           | 106,88°     | 15. Dezember 2012                                                         | Dieser Asteroid gehört zu den Zentauren. |
| 2009 DD47          | 107,45°     | 27. September 2009                                                        | Dieser Asteroid gehört zu den Transneptunischen Objekten.                                                                                                |
| 2017 UR52          | 108,23°     | 29. Oktober 2017                                                          | Dieser Asteroid gehört zum Amor-Typ, einer Gruppe von Erdnahen Asteroiden.                                                                               |
| 2019 KE7           | 108,30°     | 26. Mai 2019                                                              | Dieser Asteroid gehört zu den Zentauren. |
| 2007 VW266         | 108,31°     | 12. November 2007                                                         | Dieser Asteroid ist keiner Gruppe zugeordnet und hat einen ähnlichen Abstand zur Sonne wie der Asteroid (514107) Kaʻepaokaʻawela.                        |
| 2011 SP25          | 109,18°     | 20. September 2011                                                        | Dieser Asteroid gehört zu den Zentauren. |

### 110 bis 120 Grad
| Name               | Inklination | Entdeckungsdatum                                                   | Kommentar |
| ------------------ | ----------- | ------------------------------------------------------------------ | --- |
| (471325) 2011 KT19 | 110,13°     | 31. Mai 2011 vom Mount Lemmon Survey am Mount-Lemmon-Observatorium | Dieser Asteroid gehört zu den Transneptunischen Objekten und ist der absolut hellste bekannte retrograde Planetoid unseres Sonnensystems. (7,2 mag). |
| 2005 TJ50          | 110,25°     | 3. Oktober 2005                                                    | Dieser Asteroid gehört zu den Zentauren. |
| 2011 OR17          | 110,50°     | 21. Mai 2010                                                       | Dieser Asteroid gehört zu den Transneptunischen Objekten.                                                                                            |
| 2005 VX3           | 112,26°     | 1. November 2005                                                   | Dieser Asteroid gehört zu den Transneptunischen Objekten.                                                                                            |
| 2019 PN2           | 112,98°     | 5. August 2019                                                     | Dieser Asteroid gehört zu den Zentauren. |
| 2017 SV13          | 113,26°     | 16. September 2017                                                 | Dieser Asteroid gehört zu den Zentauren. |
| A/2019 U5          | 113,52°     | 11. Dezember 2019                                                  | Dieser Asteroid gehört zu den Transneptunischen Objekten.                                                                                            |
| 2016 LS/2015 MJ116 | 114,33°     | 15. Mai 2015                                                       | Dieser Asteroid gehört zu den Zentauren. |
| A/2019 O4          | 115,08°     | 6. August 2018                                                     | Dieser Asteroid gehört zu den Transneptunischen Objekten.                                                                                            |
| 2015 YY18          | 118,24°     | 30. November 2015                                                  | Dieser Asteroid gehört zu den Zentauren. |
| 2010 OM101         | 118,83°     | 30. November 2015                                                  | Dieser ungefähr drei Kilometer große Asteroid gehört zu den Zentauren.                                                                               |
| (65407) 2002 RP120 | 119,10°     | 4. September 2002 von LONEOS an der Anderson-Mesa-Station          | Dieser ungefähr 14 Kilometer große Asteroid gehört zu den Transneptunischen Objekten.                                                                |

### 120 bis 130 Grad
| Name                                   | Inklination | Entdeckungsdatum                                                   | Kommentar                                                              |
| -------------------------------------- | ----------- | ------------------------------------------------------------------ | ---------------------------------------------------------------------- |
| A/2019 T1                              | 120,87°     | 16. September 2017                                                 | Dieser Asteroid gehört zu den Transneptunischen Objekten.              |
| 2010 PO58                              | 121,38°     | 30. November 2015                                                  | Dieser ungefähr neun Kilometer große Asteroid gehört zu den Zentauren. |
| 1I/’Oumuamua (A/2017 U1)               | 122,74°     | 19. Oktober 2017 von Pan-STARRS auf Hawaii                         | 1I/ʻOumuamua ist das erste beobachtete Interstellare Objekt.           |
| 2010 LG61                              | 123,80°     | 2. Juni 2010                                                       | Dieser ungefähr 900 Meter große Asteroid gehört zu den Zentauren.      |
| (468861) 2013 LU28/2014 LJ9/2015 KB157 | 125,35°     | 8. Juni 2013 vom Mount Lemmon Survey am Mount-Lemmon-Observatorium | Dieser Asteroid gehört zu den Transneptunischen Objekten.              |
| 2020 PV6                               | 128,17°     | 27. Juli 2020                                                      | Dieser Asteroid gehört zu den Transneptunischen Objekten.              |
| 2014 SQ339                             | 128,53°     | 29. September 2014                                                 | Dieser Asteroid gehört zu den Zentauren.                               |
| 2000 DG8                               | 129,24°     | 25. Februar 2000                                                   | Dieser ungefähr 16 Kilometer große Asteroid gehört zu den Zentauren.   |
| 2016 CO264                             | 129,78°     | 8. Januar 2016                                                     | Dieser Asteroid gehört zu den Transneptunischen Objekten.              |

### 130 bis 140 Grad
| Name      | Inklination | Entdeckungsdatum   | Kommentar                                                                  |
| --------- | ----------- | ------------------ | -------------------------------------------------------------------------- |
| 2013 NS11 | 130,34°     | 5. Juli 2013       | Dieser ungefähr 15 Kilometer große Asteroid gehört zu den Zentauren.       |
| 2005 NP82 | 130,55°     | 16. September 2004 | Dieser Asteroid gehört zu den Zentauren.                                   |
| 2006 RG1  | 133,49°     | 1. September 2006  | Dieser Asteroid gehört zu den Zentauren.                                   |
| 2019 HC4  | 134,26°     | 3. August 2016     | Dieser Asteroid gehört zu den Zentauren.                                   |
| 2012 YE8  | 136,03°     | 21. Dezember 2012  | Dieser Asteroid gehört zu den Zentauren.                                   |
| 2017 AX13 | 137,22°     | 4. September 2014  | Dieser Asteroid gehört zu den Zentauren.                                   |
| 2009 QY6  | 137,75°     | 7. August 2009     | Dieser Asteroid gehört zu den Zentauren.                                   |
| A/2020 H9 | 137,85°     | 22. April 2020     | Dieser Asteroid gehört zu den Transneptunischen Objekten.                  |
| 2016 TO93 | 138,28°     | 29. November 2015  | Dieser Asteroid gehört zu den Zentauren.                                   |
| A/2019 G4 | 138,28°     | 9. April 2019      | Dieser Asteroid ist ein interstellares Objekt.                             |
| 2019 EJ3  | 139,61°     | 4. März 2019       | Dieser Asteroid gehört zum Amor-Typ, einer Gruppe von Erdnahen Asteroiden. |
| 2016 YB13 | 139,76°     | 7. Oktober 2016    | Dieser Asteroid ist keiner Gruppe zugeordnet.                              |
| 2015 AO44 | 139,91°     | 27. November 2014  | Dieser Asteroid gehört zu den Zentauren.                                   |

### 140 bis 150 Grad
| Name               | Inklination | Entdeckungsdatum                                     | Kommentar                                                                             |
| ------------------ | ----------- | ---------------------------------------------------- | ------------------------------------------------------------------------------------- |
| (336756) 2010 NV1  | 140,73°     | 1. Juli 2010 vom Wide-Field Infrared Survey Explorer | Dieser Asteroid gehört zu den Transneptunischen Objekten.                             |
| 2011 WS41          | 141,63°     | 10. November 2011                                    | Dieser Asteroid gehört zu den Transneptunischen Objekten.                             |
| 2010 BK118         | 143,93°     | 30. Januar 2010                                      | Dieser ungefähr 46 Kilometer große Asteroid gehört zu den Transneptunischen Objekten. |
| 2010 OR1           | 143,93°     | 25. Januar 2010                                      | Dieser ungefähr drei Kilometer große Asteroid gehört zu den Zentauren.                |
| (523797) 2016 NM56 | 140,73°     | 1. November 2012 von Pan-STARRS 1 auf dem Haleakalā  | Dieser Asteroid gehört zu den Transneptunischen Objekten.                             |
| 2017 UW51          | 144,18°     | 1. September 2017                                    | Dieser Asteroid gehört zu den Transneptunischen Objekten.                             |
| 2010 CG55          | 146,19°     | 7. Januar 2010                                       | Dieser Asteroid gehört zu den Transneptunischen Objekten.                             |
| 2012 HD2           | 146,83°     | 18. April 2012                                       | Dieser Asteroid gehört zu den Transneptunischen Objekten.                             |
| 2020 HB11          | 147,30°     | 18. April 2020                                       | Dieser Asteroid gehört zu den Zentauren.                                              |
| 2009 YS6           | 147,76°     | 17. Dezember 2009                                    | Dieser Asteroid gehört zu den Zentauren.                                              |
| 2016 VY17          | 148,51°     | 14. Januar 2016                                      | Dieser Asteroid gehört zu den Zentauren.                                              |
| 2017 QO33          | 148,82°     | 4. August 2016                                       | Dieser Asteroid gehört zu den Transneptunischen Objekten.                             |
| A/2020 A1          | 149,05°     | 1. Januar 2020                                       | Dieser Asteroid gehört zu den Zentauren.                                              |

### 150 bis 160 Grad
| Name                | Inklination | Entdeckungsdatum                       | Kommentar                                                                    |
| ------------------- | ----------- | -------------------------------------- | ---------------------------------------------------------------------------- |
| 2006 EX52           | 150,17°     | 5. März 2006                           | Dieser Asteroid gehört zu den Transneptunischen Objekten.                    |
| 1999 LE31           | 151,81°     | 17. Mai 1999                           | Dieser Asteroid gehört zu den Zentauren.                                     |
| 2017 SN33           | 152,03°     | 17. September 2017                     | Dieser Asteroid gehört zu den Transneptunischen Objekten.                    |
| 2018 WB1            | 152,26°     | 19. November 2018                      | Dieser Asteroid gehört zu den Zentauren.                                     |
| 2016 JK24/2016 EJ28 | 152,32°     | 23. April 2014                         | Dieser Asteroid gehört zu den Zentauren.                                     |
| 2017 CW32           | 152,43°     | 9. Juni 2016                           | Dieser Asteroid gehört zu den Transneptunischen Objekten.                    |
| (343158) 2009 HC82  | 154,37°     | 29. April 2009 von Catalina Sky Survey | Dieser Asteroid gehört zum Apollo-Typ, einer Gruppe von Erdnahen Asteroiden. |
| 2013 LD16           | 154,70°     | 6. Juni 2013                           | Dieser Asteroid gehört zu den Transneptunischen Objekten.                    |
| 2020 OS5            | 155,81°     | 21. Juli 2020                          | Dieser Asteroid gehört zu den Zentauren.                                     |
| 2015 FK37           | 156,11°     | 12. Juni 2014                          | Dieser Asteroid gehört zu den Transneptunischen Objekten.                    |
| 2010 EB46           | 156,63°     | 12. März 2010                          | Dieser Asteroid gehört zu den Transneptunischen Objekten.                    |
| A/2019 G3           | 156,82°     | 4. April 2019                          | Dieser Asteroid gehört zu den Zentauren.                                     |
| 2015 XR384          | 157,50°     | 8. Oktober 2015                        | Dieser Asteroid gehört zu den Transneptunischen Objekten.                    |
| 2000 HE46           | 158,56°     | 9. April 2000                          | Dieser ungefähr sechs Kilometer große Asteroid gehört zu den Zentauren.      |
| A/2019 Q2           | 158,56°     | 24. August 2019                        | Dieser Asteroid gehört zum Amor-Typ, einer Gruppe von Erdnahen Asteroiden.   |
| 2015 XX351          | 159,12°     | 9. Dezember 2015                       | Dieser Asteroid gehört zu den Zentauren.                                     |
| A/2019 G2           | 159,21°     | 27. Februar 2019                       | Dieser Asteroid gehört zu den Transneptunischen Objekten.                    |

### 160 bis 170 Grad
| Name                                | Inklination | Entdeckungsdatum                                      | Kommentar |
| ----------------------------------- | ----------- | ----------------------------------------------------- | --- |
| 2012 TL139                          | 160,02°     | 9. Dezember 2012                                      | Dieser Asteroid gehört zu den Zentauren.                                                                                             |
| A/2020 M4                           | 160,12°     | 3. Juni 2020                                          | Dieser Asteroid ist ein Interstellares Objekt.                                                                                       |
| 2019 CR                             | 160,34°     | 2. Januar 2016                                        | Dieser Asteroid gehört zu den Zentauren.                                                                                             |
| (20461) Dioretsa/1999 LD31          | 160,43°     | 8. Juni 1999 von Lincoln Near Earth Asteroid Research | Dieser Asteroid kreuzt die Bahnen der äußeren Planeten und gehört zu den Zentauren.                                                  |
| 2017 JB6                            | 160,85°     | 25. April 2014                                        | Dieser Asteroid gehört zu den Transneptunischen Objekten.                                                                            |
| (523800) 2017 KZ31                  | 161,71°     | 23. Juni 2015 von Pan-STARRS 1                        | Dieser Asteroid gehört zu den Transneptunischen Objekten.                                                                            |
| (514107) Kaʻepaokaʻawela/2015 BZ509 | 163,13°     | 26. November 2014 von Pan-STARRS 1                    | Dieser Asteroid ist keiner Gruppe zugeordnet.                                                                                        |
| 2006 RJ2                            | 164,62°     | 14. September 2006                                    | Dieser Asteroid gehört zu den Zentauren.                                                                                             |
| A/2020 M4                           | 164,98°     | 2. November 2018                                      | Dieser Asteroid gehört zu den Transneptunischen Objekten.                                                                            |
| 2006 BZ8                            | 165,31°     | 23. Januar 2006                                       | Dieser Asteroid gehört zu den Zentauren.                                                                                             |
| (459870) 2014 AT28                  | 165,54°     | 23. November 2013 von Pan-STARRS 1                    | Dieser Asteroid gehört zu den Zentauren.                                                                                             |
| 2020 BZ12                           | 165,54°     | 19. Januar 2020                                       | Dieser Asteroid gehört zum Apollo-Typ, einer Gruppe von Erdnahen Asteroiden. Er ist der erdnahe Asteroid mit der größten Bahnneigung |
| 2004 NN8                            | 165,55°     | 13. Juli 2004                                         | Dieser Asteroid gehört zu den Transneptunischen Objekten.                                                                            |
| 2020 OR5                            | 166,57°     | 27. September 2003                                    | Dieser Asteroid gehört zu den Zentauren.                                                                                             |
| 2016 DF2                            | 167,05°     | 28. Februar 2016                                      | Dieser Asteroid gehört zu den Zentauren.                                                                                             |

### Über 170 Grad
| Name                | Inklination | Entdeckungsdatum                                                        | Kommentar                                                               |
| ------------------- | ----------- | ----------------------------------------------------------------------- | ----------------------------------------------------------------------- |
| (330759) 2008 SO218 | 170,33°     | 30. November 2008 vom Mount Lemmon Survey am Mount-Lemmon-Observatorium | Dieser ungefähr zwölf Kilometer große Asteroid gehört zu den Zentauren. |
| 2014 CW14           | 170,76°     | 10. Februar 2014                                                        | Dieser Asteroid gehört zu den Transneptunischen Objekten.               |
| 2018 TL6            | 170,92°     | 5. Oktober 2018                                                         | Dieser Asteroid gehört zu den Zentauren.                                |
| 2014 UV114          | 170,97°     | 21. Oktober 2014                                                        | Dieser Asteroid gehört zu den Zentauren.                                |
| 2016 EJ203          | 170,98°     | 11. März 2016                                                           | Dieser Asteroid gehört zu den Transneptunischen Objekten.               |
| 2006 LM1            | 172,14°     | 3. Juni 2006                                                            | Dieser Asteroid gehört zu den Transneptunischen Objekten.               |
| (434620) 2005 VD    | 172,87°     | 1. November 2005 vom Mount Lemmon Survey am Mount-Lemmon-Observatorium  | Dieser Asteroid gehört zu den Zentauren.                                |
| 2013 LA2            | 175,09°     | 16. Mai 2013                                                            | Dieser Asteroid gehört zu den Zentauren.                                |
| 2015 RM306          | 175,98°     | 19. Dezember 2009                                                       | Dieser Asteroid gehört zu den Transneptunischen Objekten.               |